# Ганула, Йозеф
Йозеф Ганула (Hanula Jozef) (4 апреля 1863, Липтовске Слиаче — 22 августа 1944, Спишска Нова Вес) — словацкий художник.

## Образование
- 1881—1888 — (Будапешт) Имре Грегуш (Greguss Imre), Карой Лотц, Берталан Секей
- 1891—1892 — (Мюнхен) Шимон Холлоши
- 1892—1896 — (Мюнхен) Габриэль фон Хакль, Франц фон Дефреггер

## Работы

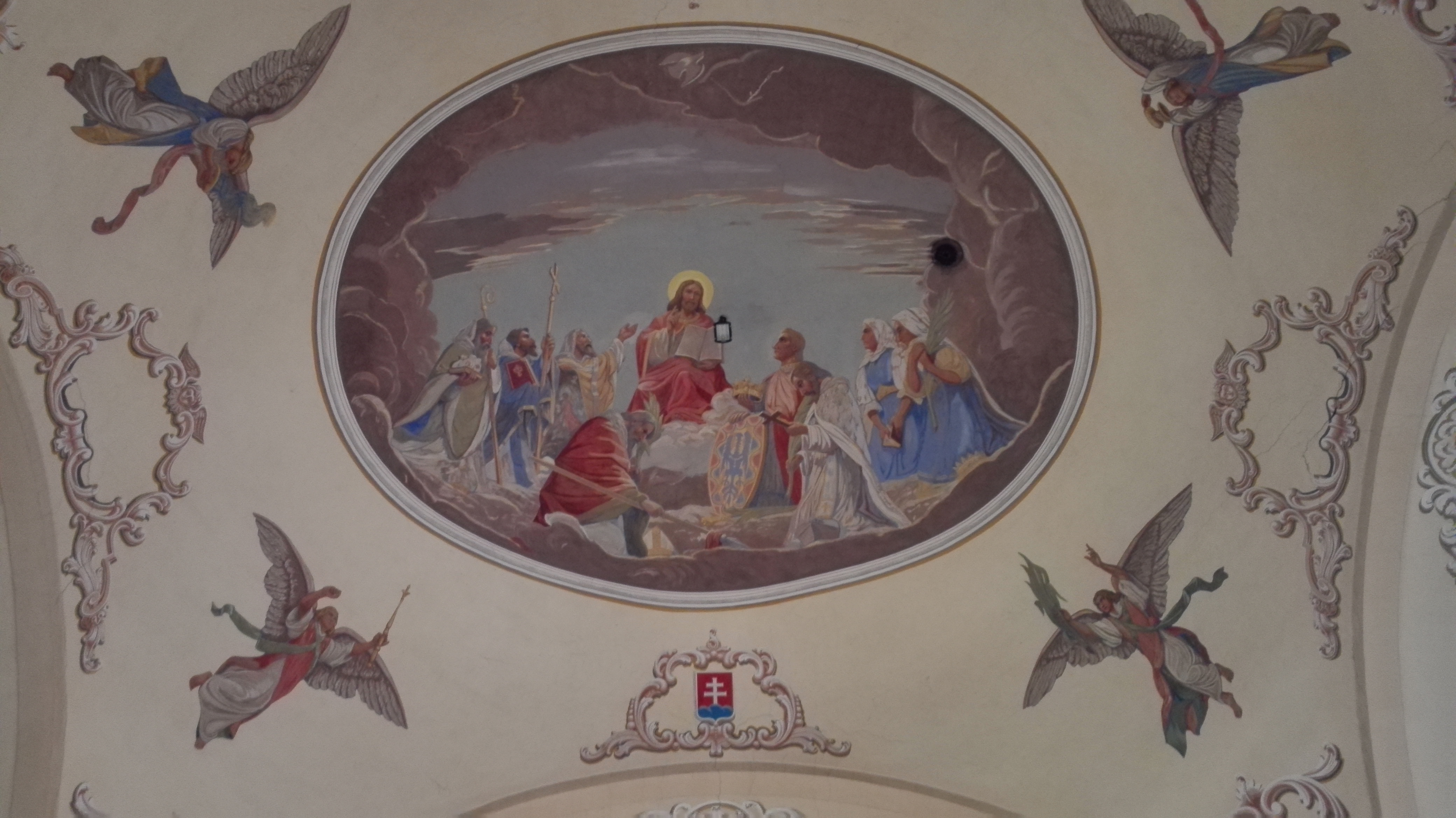
Росписи Андреевской церкви в Красно-над-Кисуцоу

- Podobizeň bradatého muža — масло, 1883.
- Podobizeň sochára Jančeka — пастель, 1887.
- Štúdia ženy — масло, 1887.
- Фрески кафедрального собора в крепости Сепеш написал Феликс Даберто Daberto Félix — уголь, в 1888—1889 гг.
- Zaprášená cesta — масло, 1893.
- Портрет архиепископа калочайского Лайоша Хайналда [Haynald Lajos] (1867—1891) — доска, масло, 114x88 см, 1893. — Находится в Сокровищнице Калочайского архиепископства.
- Архиепископ калочайский Томори в битве под г. Мохач — эта картина была им представлена на Выставке тысячелетия венгрии в 1986 г.
- В 1989—1900 написал фрески церквей в сс. Грушове, Липтовской Теплой, Росине, Липтовских Ревуцах, Бошаце, Летановцах, Оравски Бьелы Поток, cserne.
- В 1902 г. написал картины в церкви с. Вишнёв, в месте паломничества к образу Богоматери.
- В 1908 г. написал картины в церкви г. Радвань, в месте паломничества к образу Богоматери.
- Восстановил потолочные фрески часовни в Тренчьянске Богуславице, написанные венским мастером Францем Антоном Маульберчем в 1763 г.
- Čítajúca čipkárka — масло, 1910.
- Na Jána sa lúku kosia — масло, 1926.
- Koľko mi dali — уголь, 62,2x20,2 cm, 1926. — Словацкая национальная галерея, Братислава
- В 1941 г. написал фрески церкви в Гладовке.